# Strahlenschutzbeauftragter
In Deutschland leitet und beaufsichtigt ein Strahlenschutzbeauftragter (auch SSB) Tätigkeiten zur Gewährleistung des Strahlenschutzes beim Umgang mit radioaktiven Stoffen oder ionisierender Strahlung. Seine Aufgaben sind in §§ 43 der Strahlenschutzverordnung StrlSchV beschrieben.
Zu den Aufgaben eines Strahlenschutzbeauftragten gehören unter anderem:
- Planung und Festlegung von technischen und organisatorischen Strahlenschutzmaßnahmen
- Funktionskontrolle der für den Strahlenschutz bestimmten Geräte, Einrichtungen etc.
- Überprüfung der Wirksamkeit der Schutzvorrichtungen und Schutzvorschriften
- Einweisung der in Strahlenschutzbereichen tätigen Personen (z. B. Zutrittskontrollen, Schutzkleidung)
- Jährliche Unterweisungen des Personals

## Anforderungen
Strahlenschutzbeauftragte müssen die erforderliche Fachkunde § 47 StrlSchV besitzen, die durch die für den jeweiligen Anwendungsbereich geeignete Ausbildung und praktische Erfahrung erworben werden kann. Auch nach Bestellung zum Strahlenschutzbeauftragten muss die Fachkunde durch die erfolgreiche Teilnahme an behördlich anerkannten Kursen alle fünf Jahre aufgefrischt werden. Andernfalls folgt der Verlust der Fachkunde. Um die Fachkunde dann wiederzuerlangen, muss z. B. im Bereich der Tiermedizin ein Kurs von mindestens 24 Stunden à 45 Minuten absolviert werden.

## Stellung
Der Strahlenschutzbeauftragte wird vom Strahlenschutzverantwortlichen schriftlich bestellt, welcher im Gegensatz zum Strahlenschutzbeauftragten keine Fachkunde besitzen muss. Er darf bei seiner Arbeit nicht behindert und wegen der Erfüllung der Pflichten als Strahlenschutzbeauftragter nicht benachteiligt werden. Es besteht eine Unterrichtungspflicht gegenüber dem Strahlenschutzbeauftragten bei technischen und organisatorischen Maßnahmen, die seine Aufgaben und Befugnisse betreffen. Die Stellung eines Strahlenschutzbeauftragten wird detailliert in § 43 StrlSchV bzw. § 70 StrlSchG geregelt. 